# Ada Karijska
Ada Karijska (starogrško starogrško Ἄδα: Ada) je bila karijska vladarica iz Hekatomnidske dinastije, ki je od leta 344 do 340  pr. n. št. vladala kot satrapinja perzijskega Ahemenidskega cesarstva  in od leta 334 do 326 pr. n. št. kot kraljica pod pokroviteljstvom Aleksandra Velikega, * ni znano, † 326 pr. n. št..

## Ozadje
Ada je bila hči karijskega satrapa Hekatomna, ustanovitelja Hekatomnidske dinastije. Njeni bratje Mavzol, Idriej in Piksodar in sestra Artemizija so bili eden za drugim perzijski satrapi in vladali na začetku iz Milase, sedanjega Milasa, Turčija, in nato iz Halikarnasa, sedanjega Bodruma, Turčija. Družina je bila znana po incestnih porokah: Artemizija je bila poročena z bratom Mavzolom, Ada pa z bratom Idriejem. Po Adinem prihodu na oblast je zaradi nesoglesij med Ado in bratom Piskodarjem začela nekoč najmočnejša satrapija v Mali Aziji propadati in po prihodu Aleksandra Makedonskega dokončno propadla.

## Življenje
Ada je prišla na oblast po smrti svojega moža in brata Idrieja leta 344 pr. n. št.. Po štirih letih sporov in trenj med njo in Piksodarjem, ki je imel velike apetite po oblasti, je bila Ada leta 340 pr. n. št. pregnana iz Halikarnasa v trdnjavo Alindi in Piksodar je zasedel njeno mesto. Ado je še vedno podpiralo številno prebivalstvo. Spori so diskreditirali Hekatomnidsko dinastijo, zato je cesar Darej III.  po Piksodarjevi smrti leta 334 pr. n. št. za karijskega satrapa imenoval Orontobata.
Orontobat se je zaradi utrditve oblasti poročil s Piksodarjevo hčerko. Datum njune poroke ni znan, zagotovo pa je bila pred letom 334 pr. n. št.. Orontobatov položaj se kljub temu ni okrepil, kar dokazuje podatek, da leta 336-335 ni mogel poslati svoje vojske na pomoč perzijski vojski proti prodirajočemu makedonskemu generalu Parmenionu.
Spomladi 334 pr. n. št. se je Parmenion pridružil vojski  Aleksandra Makedonskega, ki je v bitki pri Graniku porazil vojsko maloazijskih satrapov, nadaljeval prodiranje proti jugu in zasedel mesti Milet in Sard.   Na poti proti Kariji se je srečal z Ado in jo ponovno imenoval za karijsko satrapinjo. Ada ga je v zameno posinovila in mu s tem po svoji smrti prepustila oblast v Kariji. 
Aleksander je zatem poskušal osvojiti tudi Halikarnas, vendar mu to ni v celoti uspelo. Mestno obzidje,  ki ga je dal zgraditi Mavzol, je bilo odporno proti napadom z najsodobnejšimi katapulti, mesto pa so branili tudi grški plačanci pod poveljstvom izkušenega generala Mnemona z Rodosa. Aleksandru je uspelo osvojiti nekaj mestnih četrti, potem pa je v mestu pustil oddelek vojakov, ki so nadaljevali obleganje mestne  citadele, in nadaljeval pohod proti vzhodu. Halikarnas se je dokončno predal čez eno leto. Mnemon je umrl naravne smrti, Orontobatova usoda pa ni znana. Ada je kot satrapinja vladala do leta 326 pr. n. št..

## Grob
Turški arheologi trdijo, da so odkrili Adin grob. Njene kosti so perenesli v Arheološki muzej v Bodrumu, ki stoji na mestu stare halikarnaške citadele.